# Love or Bread
Love or Bread (chinês tradicional: 我的億萬麵包, pinyin: Wo De Yi Wan Mian Bao) é uma série de televisão taiwanese, estrelada por Joe Cheng e Ariel Lin. Foi produzida pela Gala Television e dirigida por Lin He Long.
Foi transmitida pela China Television (CTV) (中視) de 16 novembro de 2008 a 8 de fevereiro de 2009, todos os domingos às 22:00 e pela Gala Television (GTV) Variety Show/CH 28 (八大綜合台), de 22 de novembro de 2008 a 14 de fevereiro de 2009, todos os sábados às 21:30.

## Elenco
- Joe Cheng como Frank/ Cai Jing Lai
- Ariel Lin como Zheng Shan Mei
- Bryant Chang como Jin En Hao
- Zhang Yu Chen como Wang Ling Long
- Huang Wen Xing como Wen Xing
- Lu Xiao Lin como Ye Ke Na 葉可娜
- Wu Jian Fei como Jing Rong 景融
- Zhang Na como Xiao Bo 曉波
- Guo Zi Qian como Zhen Huo Shu 曾火樹
- Lin Mei Xiu como Zhen Huang Shui Liang 曾黃水涼
- Wang Yue Tang como Zeng Xiao Bei 曾小貝
- Yue Yao Li como pai de En Hao
- Zhao Shun como Wan Ye